# Írán na Letních olympijských hrách 2008
Írán na Letních olympijských hrách 2008 v Pekingu reprezentovalo 55 sportovců z toho 52 mužů a 3 ženy. Reprezentanti vybojovali 2 medaile, z toho 1 zlatou a 1 bronzovou.

## Medailisté
| Medaile | Jméno           | Sport     | Disciplína               |
| ------- | --------------- | --------- | ------------------------ |
| Zlato   | Hádí Saeí       | Taekwondo | muži do 80 kg            |
| Bronz   | Morad Mohammadí | Zápas     | Muži volný styl do 60 kg |